# 王績燦
王績燦，字伟奏，號漩觀，江西承宣佈政使司吉安府安福縣人。明朝政治人物。萬曆乙卯解元，天啟乙丑進士。

## 生平
明神宗萬曆四十三年（1615年），中式乙卯科江西鄉試第一名舉人（解元）。天啟五年（1625年）乙丑科進士。授興化縣知縣。崇祯四年（1631年）以治行擢監察御史。与给事中邓英痛陳奸吏私派之弊。以荐张凤翔、李邦华、刘宗周等获罪罢官。